# ليفي هورن
ليفي هورن (بالإنجليزية: Levi Horn)‏ هو لاعب كرة قدم أمريكية أمريكي، ولد في 2 أكتوبر 1986.

## وصلات خارجية
- ليفي هورن على موقع مرجع كرة القدم المحترفة.كوم (الإنجليزية)